# Gabra a Málinka, povedené dcerky
Gabra a Málinka, povedené dcerky je první díl knižní série Amálie Kutinové-Tauberové o sestrách Gabře a Málince. Stejně jako ostatní díly série je založen na autobiografickém vyprávění o dospívání autorky ("Málinka" je sama autorka a "Gabra" její starší sestra Gabriela), oproti realitě je tu ale několik podstatných změn (např. skutečný otec Amálie Kutinové zemřel, když jí bylo 11 let, ve svých knihách ho ale nechala žít dál, také v knihách zredukovala počet svých sourozenců ze skutečných dvanácti na čtyři). Kniha je psána převážně spisovnou češtinou vyjma hlavní řeči postav, které často mluví valašským nářečím (zejména děti).
Amálie Kutinová původně chtěla napsat knihu o své matce (po vzoru Boženy Němcové, která napsala knihu o své babičce), ale nezdařilo se jí to - použila v knize tolik dětských příhod, že vzniklé dílo pojednávalo spíš o Amálii a jejích sestrách, a to i po přepracování. Autorka se je nakonec rozhodla vydat v této podobě jako „Gabru a Málinku“.

## Děj knihy
Kniha vypráví o příhodách Gabry a Málinky, nejmladších dcer pana řídícího Základní školy ve Štítné nad Vláří, a jejich příbuzných. Jednotlivé kapitoly, které většinou tvoří uzavřené příběhy, jsou propojeny tématem vzájemného vyřizování účtů mezi dětmi a nerudným kostelníkem Struhařem a také námluvami starší sestry Valči a učitele Fanúše Macka.
Na začátku knihy Gabra s Málinkou vyloví z potoka kocourka, kterého pojmenují Macek. V kapitole o babiččině svátku upečou samy babičce dort a svým blahopřáním si u ní vykoledují peníze na pouť. Gabra se skupinkou chlapců seberou kostelníku Struhařovi klíče od zvonice, aby se tam mohli houpat na zvonech. Kostelník na to ale přijde, dětem nabije a ještě na ně žaluje panu faráři. Vzájemné spory jsou zapomenuty, když Gabra a Málinka utečou z domu a Struhař je přivede zpátky. V jednom z dalších příběhů ale Struhař před Gabrou a Málinkou předstírá, že je mu špatně, aby ho musely odtáhnout na vozíku domů, a Gabra mu přísahá pomstu.
Do Štítné přijíždí učit nový učitel Fanouš neboli Fanúš, nápadník řídících dcery Valči. Příjmením se jmenuje stejně jako kocour, kterého kdysi zachránily Gabra s Málinkou – Macek. Fanúš se s děvčaty rychle skamarádí a slíbí jim pomoci s pomstou kostelníkovi. Potom chodí v noci v převleku za strašidlo kostelníka strašit, aby mu dal na pamětnou. Děti s Fanúšem prožijí ještě mnoho zajímavého, ale potom se Fanúš s Valčou pohádají kvůli fořtu Slepičkovi, který se o Valču začne také ucházet. Valča se rozhodne natruc provdat za Slepičku, ale Gabře s Málinkou se to nelíbí, a tak Valču před Slepičkou pomluví tak, že z námluv sejde a Valča se zase usmíří s Fanúšem. Kniha končí spolu s koncem školního roku. Gabra už vychodila pátou třídu a rodiče ji chtějí dát na Gymnázium ve Valašském Meziříčí. Gabra se ale nechce odloučit od rodiny, a tak je nakonec rozhodnuto, že tatínek půjde na penzi a do Meziříčí se přestěhuje celá rodina.

## Postavy

### Rodina Tauberových
- Gabra (Gabriela Tauberová): rošťácká žákyně obecné školy, nepsaná velitelka místních dětí.
- Málinka (Amálie Tauberová): Gabřina mírná a vzorná sestra. Skoro ve všem Gabru poslouchá na slovo. Zatím nejmladší dítě rodičů Tauberových. Tělesně je velmi slabá a často bývá nemocná. Jednou se chce stát lékárnicí.
- Maminka (Amálie Tauberová): manželka pana řídícího, v souladu s dobovým zvykem v domácnosti. Stará se o vše kolem školy.
- Tatínek (Jan Tauber): pan řídící a náčelník dobrovolných hasičů, vyprosil pro nedalekou Lhotu hasičskou stříkačku, na kterou místní neměli peníze.
- Babička: matka pana Taubera. Bydlí u Tauberových a pomáhá  paní Tauberové s vedením domácnosti, zejména s hlídáním vnoučat. Čas od času bývá nemocná.
- Ludva (Ludvika Tauberová): starší sestra Gabry a Málinky. V knize se příliš často nevystupuje.
- Valča (Valerie Tauberová-Macková): starší sestra Gabry a Málinky, o kterou se ucházel mladý učitel Fanúš Macek a postarší fořt Slepička. Valča nakonec dala přednost Fanúšovi a na konci knihy se za něj vdala.
- Fanúšek (František Macek): mladý učitel, který se nechal přeložit do Štítné, aby byl nablízku své vyvolené Valči. Mezi dětmi je velmi oblíbený.
- Stařenka Matějíčková: babička Gabry a Málinky z matčiny strany. Bydlí v nedalekém Brumově, kam za ní paní Tauberová chodí na návštěvu.
- Teta Anna: bohatá sestra paní Tauberové, provdaná za zámeckého správce Nitsche v Návojné. Má s ním syny Mirka a Jindřicha.
- Strýc přednosta: pracuje jako přednosta stanice v Hrádku u Slavičína. Gabra a Málinka k němu a k tetám odjely na prázdniny. Jména strýčka a tet nejsou v knize zmíněna. Jde o příbuzné z babiččiny strany.